# 四蕊狐尾藻
四蕊狐尾藻（学名：Myriophyllum tetrandrum），为小二仙草科狐尾藻属下的一个植物种。